# Gnorimoschema alaricella
Gnorimoschema alaricella är en fjärilsart som beskrevs av August Busck 1908. Gnorimoschema alaricella ingår i släktet Gnorimoschema och familjen stävmalar. Inga underarter finns listade i Catalogue of Life.